# John Peel

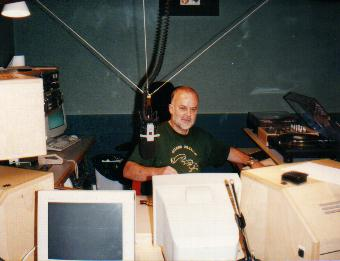
John Peel în studioul BBC

John Peel OBE (n. John Robert Parker Ravenscroft; n. 30 august 1939, Heswall, Anglia, Regatul Unit – d. 25 octombrie 2004, Cuzco, Peru) a fost un DJ, prezentator de radio și jurnalist britanic.

## Biografie
S-a dus în 1960 în Statele Unite ale Americii să lucreze la un producător de bumbac cu care tatăl său avea relații de serviciu.
Primul job de DJ (neplătit) l-a avut la WRR Radio în Dallas.
S-a reîntors în Marea Britanie în 1967 unde a găsit un post la stația pirat Radio London, la care a avut o emisiune numită The Perfumed Garden. După ce postul Radio London a fost interzis în 1967 a continuat să lucreze ca jurnalist la International Times (toamna 1967 până la mijlocul anului 1969). Totodată a început să lucreze la BBC Radio 1.
Peel a fost primul DJ care a i-a prezentat la BBC pe trupa Sex Pistols.
Emisiunea lui Peel a fost singura unde ascultătorii puteau asculta muzică house, techno și hardcore înainte ca aceste stiluri să devină populare.
Multe formații și cântăreți îi pot mulțumi în mare măsură lui Peel pentru faptul că au ajuns cunoscute. De exemplu T.Rex, David Bowie, The Faces, Bolt Thrower, The Sex Pistols, The Slits, Siouxsie & the Banshees, Fairport Convention, Pink Floyd, The Clash, Napalm Death, Carcass, Extreme Noise Terror, The Undertones, Buzzcocks, Gary Numan, The Cure, Joy Division, The Wedding Present, Six By Seven, Def Leppard, The Orb, Pulp, Ash, Orbital, The Smiths, FSK, Trumans Water, The Black Keys, The White Stripes și PJ Harvey.

## Decesul
Peel a murit subit la vârsta de 65 de ani din cauza unui atac de cord pe data de 25 octombrie 2004, pe când se afla în vacanță în orașul Cuzco în Peru.

## Premii și distincții
Peel a fost de 11 ori DJ-ul anului la Melody Maker, a fost numit "Sony Broadcaster of the Year" în 1993, câștigător al premiului "Godlike Genius Award al revistei NME în 1994, a primit Sony Gold Award 2002, și este membru al "Radio Academy Hall of Fame".
A fost numit Doctor honoris causa de către Anglia Polytechnic University și Sheffield Hallam University.
A primit ordinul OBE în 1998.
În 2002 BBC-ul a organizat un vot pentru a-i numi pe cei mai mari 100 de britanici ai tuturor timpurilor. Peel a ieșit pe locul 43.
În 2011 a avut loc prima sesiune a prelegerilor (care vor fi anuale) „John Peel Lectures”, organizate de postul de radio BBC 6 Music. Prelegerea a fost ținută de Pete Townsend.

## Trivia
- Peel a apărut pe albumul formației Tyrannosaurus Rex My People Were Fair and Had Sky in Their Hair... But Now They're Content to Wear Stars on Their Brows citind o poezie numită "Children's song".
- Peel a difuzat doar două albume în totalitate, în emisiunile sale: Desire al lui Bob Dylan și The Cowardly Traveller Pays His Toll al lui Simon Joyner.
- Ultima formație care a înregistrat sub egida "The Peel Sessions" a fost Hot Snakes, la studioul Maida Vale pe data de  14 octombrie, 2004.

## Autobiografie
- Margrave of the Marshes, John Peel & Sheila Ravenscroft, Bantam Press, 2005. ISBN 0-593-05252-8